# Royal Gorge Bridge

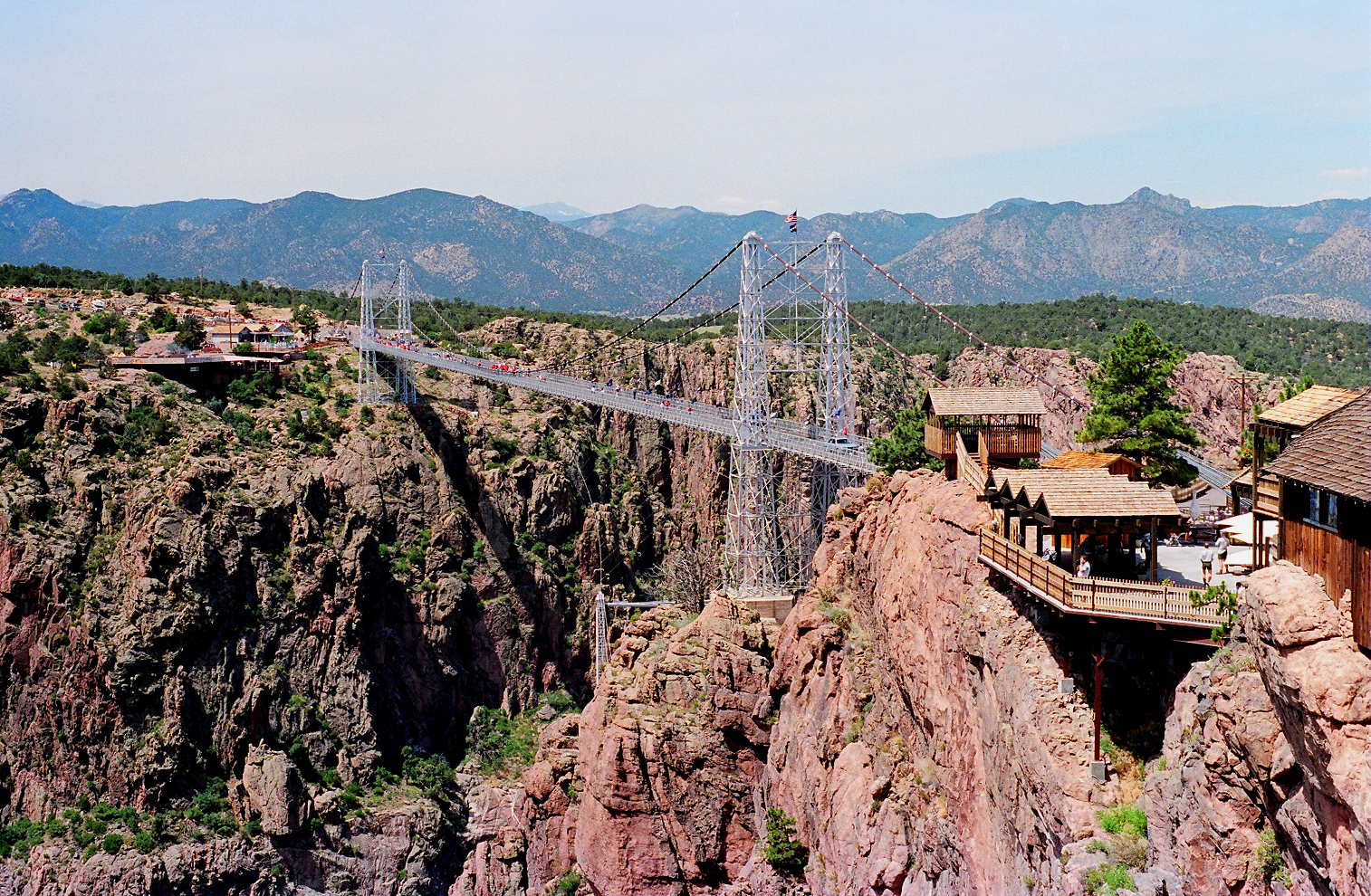
Die Royal Gorge Bridge

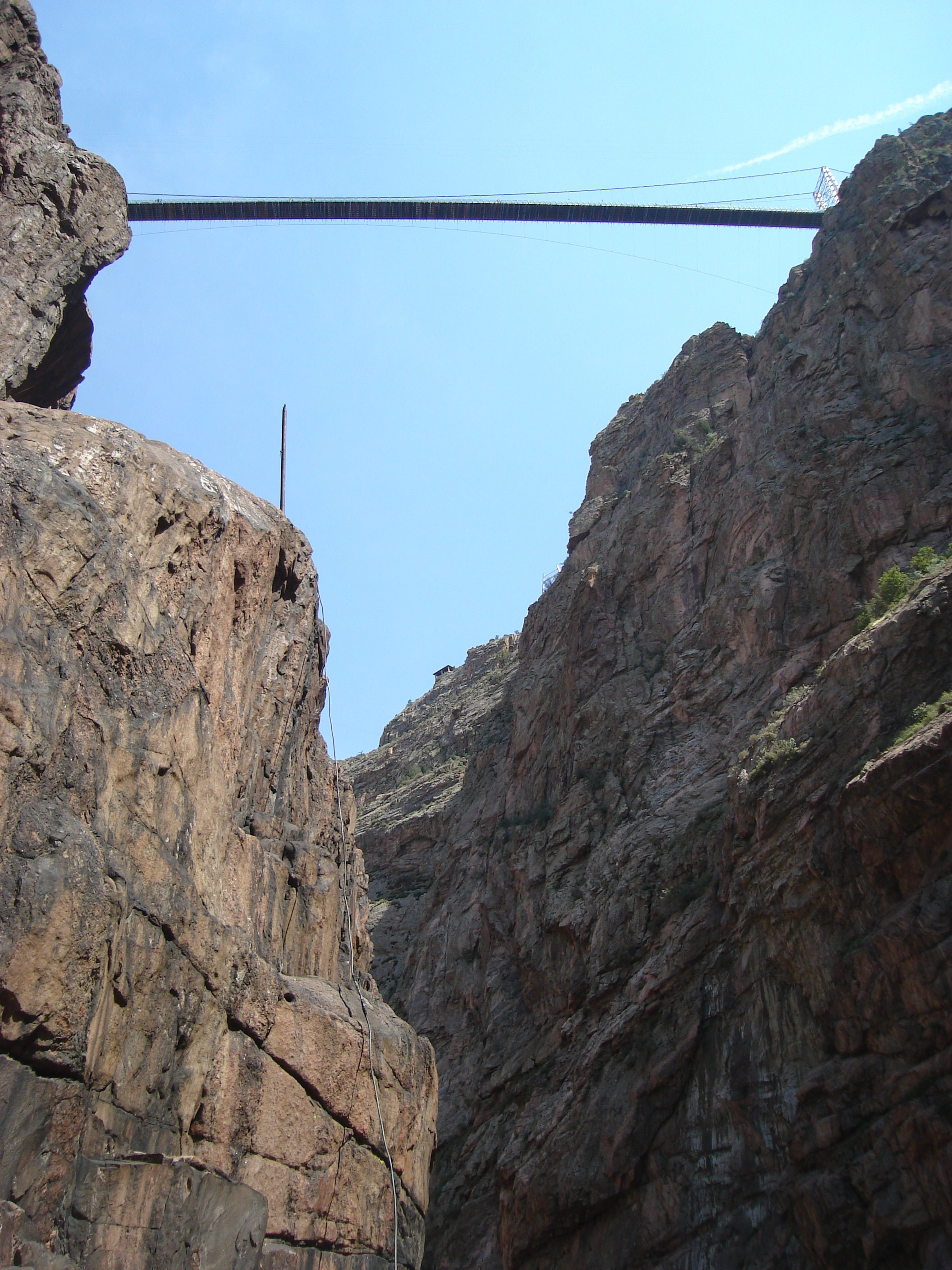
Der Canyon unter der Brücke

Die Royal Gorge Bridge in der Nähe von Cañon City, einer Ortschaft rund 150 km südlich von Denver im US-Bundesstaat Colorado, gehört zu den höchsten Brücken der Welt. Die Hängebrücke überquert die Wildwasser des Arkansas River über der Royal Gorge in einer Höhe der Fahrbahn von 291 Metern. Sie war vom Zeitpunkt ihrer Fertigstellung 1929 bis zur Eröffnung der Liuguanghe-Brücke im Jahr 2001 die höchste Brücke der Welt.
Die Royal Gorge Bridge wurde als reine Touristenattraktion und Teil eines Vergnügungsparks erbaut und diente nie einer effektiv benötigten oder genutzten Straßenverbindung. Die Überquerung des Arkansas River oberhalb der Schlucht war um einiges einfacher und wurde bereits in den 1870er Jahren auf dem Trasse der heutigen US-50 anlässlich des Baus der Denver and Rio Grande Western Railroad durch die Schlucht des Arkansas River errichtet. Erst 1955, also rund 25 Jahre nach der Eröffnung der Royal Gorge Bridge, wurde die Fremont-County-Road-3a über die Brücke wiederum an US-50 weitergeführt und ermöglichte so eine Rundfahrt ohne wieder über die Brücke zurück zu müssen.
2003 verlor sie den Titel der höchsten Hängebrücke an die Beipanjiang-Brücke über den Beipan Jiang in Zhenfeng, die ihrerseits 2009 von der Siduhe-Brücke übertroffen wurde. Sie ist jedoch weiterhin die höchste Brücke der USA.
Die einspurige Brücke war bis zum Feuer vom 11. Juni 2013 gegen eine Mautgebühr für Personenwagen befahrbar. Seit der Wiedereröffnung der Brücke 2014 ist jegliche individuelle Überfahrt mit Privatfahrzeugen untersagt, auf Anfrage wird Automobilclubs eine Ausnahmebewilligung erteilt.
Die Brücke, der Park und das Besucherzentrum sind während der Betriebssaison täglich von morgens 07:00 Uhr bis zur Abenddämmerung geöffnet.
Von Cañon City aus kann man mit einem offenen Aussichtswagen der Denver and Rio Grande Western Railroad am Arkansas entlang durch die Schlucht fahren und sich die Brücke von unten ansehen.

## Geschichte
1928 trägt der aus San Antonio, Texas, stammende Vergnügungsparkbetreiber und Investor Lon Piper die Idee an die Verantwortlichen der Stadt Cañon City heran, über die Schlucht des Arkansas River eine rekordhohe Brücke zu bauen und das der Stadt gehörende Land für einen Vergnügungspark zu nutzen. Der Bau der von Lon Piper finanzierten, einspurigen Brücke beginnt am 5. Juni 1929 und wird im November desselben Jahres beendet. Die Kosten betragen $350'000, was rund $100'000 über dem projektierten Budget liegt. Betrieben wird der Park von Lon Pipers eigens dafür ins Leben gerufener Firma Royal Gorge Bridge and Amusement Company. Der vom Chefingenieur George E. Cole geleitete Brückenbau wird in Rekordzeit erstellt und fordert weder Tote noch Verletzte. Die formelle Eröffnung der Brücke erfolgt am 8. Dezember 1929. Die Royal Gorge Bridge and Amusement Company verpflichtet sich der Stadt Cañon City, der Besitzerin des Grundstücks und der Schlucht, einen jährlichen Pachtzins von $1000 zu entrichten, wobei eine Klausel im Vertrag diesen Betrag „während Notzeiten“ auf $500 reduziert.
1931 wird die Standseilbahn mit einer Spurweite von 914 mm und einer Steigung von 45° errichtet. Diese Standseilbahn verbindet bis zu ihrer Zerstörung durch das Feuer vom 11. Juni 2013 die Brücke mit der Talsohle.
1947 verkauft Lon Piper die Brücke und die Rechte am Park aufgrund von finanziellen Schwierigkeiten an eine Gruppe um den texanischen Ölmagnaten und Investor Clint Murchison; die neue Betreibergesellschaft des Parks nennt sich fortan Royal Gorge Bridge Company und ist in Dallas, Texas beheimatet. Clint Murchison soll selbst nie seinen Vergnügungspark besucht haben.
1950 entsteht die Lodge sowie die Kleinbahn Silver Rock Railway mit 612 mm Spurweite, deren Waggons von einem von Chance Rides hergestellten und funktionsfähigen Miniaturmodell der C. P. Huntington gezogen werden.
1956 beschließen Murchison und die Stadt Cañon City anstelle der jährlichen Pacht von $1000 diese mittels einer prozentualen Abgabe auf den Einnahmen abzugelten. Für Cañon City eine äußerst lukrative Vereinbarung, denn die Einnahmen steigen derart, dass die Stadt die Grundstücksteuern auf das geringste Niveau des gesamten Bundesstaats Colorado senken kann.
1967 werden die Pachtverträge von Cañon City neu ausgeschrieben und Murchisons Royal Gorge Bridge Company gewinnt diese Ausschreibung. Neu wird der Pachtvertrag auf 20 Jahre festgelegt; die Rechte gehen nach Murchisons Tod 1969 an dessen Söhne John und Clint Jr. über.
1969 wird die „Aerial Tram“ genannte Luftseilbahn parallel zur Brücke errichtet.
1979 erbt Lucille Murchison, die Frau von John Murchison, nach dessen Tod die Betreiberrechte am Park und stößt eine umfassende Sanierung von Brücke und Vergnügungspark an.
1980–1984 werden die Brücke sowie diverse Anlagen einer ausgedehnten Renovation unterzogen. Die Brücke erhält einen neuen Anstrich, verstärkte Widerlager und neue Hängestangen. Die Kosten belaufen sich auf $2,8 Mio., was auch inflationsbereinigt ein Vielfaches der Neubaukosten darstellt.
1983 werden Brücke und Standseilbahn im National Register of Historic Places eingetragen. Als offizielle Besitzerin der Brücke, der Standseilbahn sowie des Parkareals wird die Stadt Cañon City festgehalten. Die Royal Gorge Bridge Company wird als Betreiberin und Pächterin aufgeführt.
1984 übernimmt die in Dallas basierte Firma Leisure and Recreational Concepts die Führung der Betreiberfirma Royal Gorge Bridge Company.
1999 kommt es zu einer juristischen Posse zwischen dem neuen Inhaber der durch die Schlucht führenden Eisenbahnlinie William Fehr und der Stadt Cañon City. Fehr, Inhaber einer Kiesgrube und eines Steinbruchs oberhalb der Schlucht, übernahm 1998 die Eisenbahnlinie, da die Union Pacific die ehemalige D&RGW-Strecke über den Tennessee Pass aufgab. Der Übernahmevertrag zwischen Fehr und Union Pacific beinhaltete, von Fehr zunächst gar nicht beachtet, auch die Rechte am „Luftraum“ über der Strecke, die notabene von der Royal Gorge Bridge, der Luftseilbahn und der Standseilbahn beansprucht werden. Diese Rechte, die ursprünglich den notwendigen Schutzmaßnahmen vor Steinschlag und Lawinen dienen sollten, werden seit 1929 mit $200 pro Jahr abgegolten plus $200 zusätzlich für den von der Standseilbahn beanspruchten Raum. Um seine Bahnlinie einträglicher zu gestalten und diese in die Attraktionen des Vergnügungsparks einbinden zu können, bittet Fehr die Stadtverwaltung von Cañon City, die 2001 auslaufende Betreiber-Konzession für Brücke und Vergnügungspark anschließend ihm zu übertragen. Nach Ablehnung seines Gesuchs ohne Begründung, fordert Fehr für die Benutzung seines „Luftraums“ von der Stadtverwaltung von Cañon City einen Betrag von $750'000 pro Jahr. Daraufhin lässt diese juristisch untersuchen, inwieweit Rechte an solchen „Lufträumen“ überhaupt gesetzmäßig sind. Letztendlich einigt man sich außergerichtlich auf eine einmalige Abgeltung von $99'000 zu Gunsten William Fehrs.
2001 übernimmt die Royal Gorge Company of Colorado die Betriebskonzession, der Park wird von der Gesellschaft Royal Gorge Bridge & Park unter der Leitung des früheren Six Flags Over Texas Direktors Mike Bandera betrieben.
2003 wird der Royal Rush Skycoaster südlich der Brücke eröffnet.
Am 5. Oktober 2003 ereignet sich auf der Royal Gorge Bridge ein tragischer Unfall. Nachdem die beiden Base-Jumper Jeb Corliss und Dwain Weston aus einem Flugzeug abgesprungen waren, versuchen sie im Gleitflug über und unter der Brücke hindurchzufliegen. Beide tragen einen sogenannten Wingsuit. Jeb Corliss fliegt unter der Brücke hindurch. Dwain Weston, der die Brücke überfliegen soll, kommt jedoch wenige Meter zu tief, kollidiert mit einer Hängestange und schlägt auf der Brücke auf. Er wird durch den Aufprall sofort getötet.
Am 11. Juni 2013 zerstört ein Feuer große Teile der Anlage, wobei die Brücke selbst nur Schäden an der Holzbeplankung davon trägt. Der durch Unachtsamkeit ausgebrochene Waldbrand brennt 1302 ha Wald und Wiesen nieder, wovon 873 ha zum Vergnügungspark gehören. 48 von 52 Gebäuden, die Luftseilbahn (Aerial Tram) über die Schlucht, sowie die Standseilbahn und andere Anlagen werden stark beschädigt oder komplett zerstört. Am 13. Juni 2013 geben Verantwortliche des Parks bekannt, dass die Brücke und der Vergnügungspark wieder instand gesetzt werden können.
Am 30. August 2014 wird, nachdem rund 100 der 1292 Holzplanken der Fahrbahn ausgewechselt wurden, die Brücke wiedereröffnet. Eine Überfahrt mit dem privaten Personenwagen, bislang gegen eine Mautgebühr möglich, ist nicht mehr gestattet. Die Besichtigung der Brücke erfolgt entweder zu Fuß oder in einem Shuttlebus. Auf Anfragen von Automobilclubs werden jedoch Ausnahmebewilligungen erteilt.
Am 8. Mai 2015 findet die offizielle Wiedereröffnung des Vergnügungsparks statt. Anstelle des Aerial Trams wird eine Gruppenbahn mit 3 Gondeln errichtet, die notwendigen Gebäude sowie weitere Anlagen werden neu erstellt oder renoviert. Große Ausnahme bilden die zerstörte Standseilbahn und die Silver Rock Railway, für welche derzeit (Stand: Oktober 2017) keine Pläne bestehen, diese neu aufzubauen. Die Kosten des Wiederaufbaus des Parks belaufen sich auf rund $30 Mio. wovon $1,68 Mio. von der Versicherung übernommen werden.
Am 28. Mai 2015 eröffnet mit The Cloudscraper die höchste Zip-line Nordamerikas.

## Daten
- Der Bau der Brücke begann am 5. Juni 1929 und wurde im November desselben Jahres beendet.
- Die Fahrbahn der Brücke liegt 291 m über der Talsohle.
- Die Gesamtlänge der Brücke beträgt 384 m, die Hauptspannweite 268 m.
- Die Brücke liegt auf knapp 2000 M.ü.M.
- Die 5 m breite Fahrbahn besteht aus einer Stahlkonstruktion mit 1.292 Holzplanken, von denen jährlich etwa 250 ersetzt werden.
- Die vier Stahlgittertürme sind 46 m hoch und durch zwei Kabel miteinander verbunden, die 2.100 Stahldrähte enthalten. Diese sind an beiden Brückenenden in Betonwiderlagern verankert.
- Die Baukosten im Jahre 1929 betrugen 350.000 $. Würde die Brücke heute gebaut, müsste man inflationsbereinigt rund 20 Mio. $ dafür ausgeben.[4]
- 2015 verzeichnete der Park eine Rekordbesucherzahl von rund 350'000 Eintritten. 2012 waren rund 290'000 Besucher zu verzeichnen.[11]
- Seit 1929 sollen rund 26 Millionen Besucher den Park besucht haben.[11]
- 2016 lieferte die Betreibergesellschaft Royal Gorge Company of Colorado $2,1 Mio. an Pachtzinsen an die Stadt Cañon City ab.[11]